# Album al numero uno nella Billboard 200 nel 1997
Di seguito è proposta la lista degli album al numero uno nella Billboard 200 nel 1997.

## Billboard 200
| † | Indica l'album con le migliori prestazioni del 1997. |

| Data         | Album                                     | Artista                 | Tot. sett. #1 | Unità vendute | Fonti         |
| ------------ | ----------------------------------------- | ----------------------- | ------------- | ------------- | ------------- |
| 4 gennaio    | Tragic Kingdom                            | No Doubt                | 9             | 484.500       | [ 1 ] [ 2 ]   |
| 11 gennaio   | Tragic Kingdom                            | No Doubt                | 9             | 506.000       | [ 3 ] [ 4 ]   |
| 18 gennaio   | Tragic Kingdom                            | No Doubt                | 9             | 251.000       | [ 5 ] [ 6 ]   |
| 25 gennaio   | Tragic Kingdom                            | No Doubt                | 9             | 155.500       | [ 7 ] [ 8 ]   |
| 1º febbraio  | Tragic Kingdom                            | No Doubt                | 9             | 143.000       | [ 9 ] [ 10 ]  |
| 8 febbraio   | Tragic Kingdom                            | No Doubt                | 9             | 144.000       | [ 11 ] [ 12 ] |
| 15 febbraio  | Gridlock'd                                | Artisti vari            | 1             | 150.000       | [ 13 ] [ 14 ] |
| 22 febbraio  | Tragic Kingdom                            | No Doubt                | 9             | 119.000       | [ 15 ] [ 16 ] |
| 1º marzo     | Unchained Melody: The Early Years         | LeAnn Rimes             | 1             | 166.000       | [ 17 ]        |
| 8 marzo      | Secret Samadhi                            | Live                    | 1             | 227.000       | [ 18 ]        |
| 15 marzo     | Howard Stern Private Parts – The Album    | Artisti vari            | 1             | 177.590       | [ 19 ] [ 20 ] |
| 22 marzo     | Pop                                       | U2                      | 1             | 349.000       | [ 21 ]        |
| 29 marzo     | The Untouchable                           | Scarface                | 1             | 168.000       | [ 22 ]        |
| 5 aprile     | Nine Lives                                | Aerosmith               | 1             | 139.000       | [ 23 ]        |
| 12 aprile    | Life After Death                          | The Notorious B.I.G.    | 4             | 689.535       | [ 24 ]        |
| 19 aprile    | Life After Death                          | The Notorious B.I.G.    | 4             | 307.000       | [ 25 ]        |
| 26 aprile    | Life After Death                          | The Notorious B.I.G.    | 4             | 197.000       | [ 26 ]        |
| 3 maggio     | Life After Death                          | The Notorious B.I.G.    | 4             | 165.000       | [ 27 ]        |
| 10 maggio    | Share My World                            | Mary J. Blige           | 1             | 240.000       | [ 28 ]        |
| 17 maggio    | Carrying Your Love with Me                | George Strait           | 1             | 178.000       | [ 29 ]        |
| 24 maggio    | Spice †                                   | Spice Girls             | 5             | 138.000       | [ 30 ]        |
| 31 maggio    | Spice †                                   | Spice Girls             | 5             | 134.000       | [ 31 ]        |
| 7 giugno     | Spice †                                   | Spice Girls             | 5             | 136.000       | [ 32 ]        |
| 14 giugno    | Spice †                                   | Spice Girls             | 5             | 137.000       | [ 33 ] [ 34 ] |
| 21 giugno    | Wu-Tang Forever                           | Wu-Tang Clan            | 1             | 612.069       | [ 35 ] [ 36 ] |
| 28 giugno    | Butterfly Kisses (Shades of Gray)         | Bob Carlisle            | 2             | 233.000       | [ 37 ]        |
| 5 luglio     | Butterfly Kisses (Shades of Gray)         | Bob Carlisle            | 2             | 123.000       | [ 38 ] [ 39 ] |
| 12 luglio    | Spice †                                   | Spice Girls             | 5             | 123.000       | [ 40 ] [ 41 ] |
| 19 luglio    | The Fat of the Land                       | The Prodigy             | 1             | 201.000       | [ 42 ]        |
| 26 luglio    | Men in Black: The Album                   | Artisti vari            | 2             | 178.000       | [ 43 ]        |
| 2 agosto     | Men in Black: The Album                   | Artisti vari            | 2             | 168.000       | [ 44 ] [ 45 ] |
| 9 agosto     | No Way Out                                | Puff Daddy & the Family | 4             | 560.862       | [ 46 ] [ 47 ] |
| 16 agosto    | The Art of War                            | Bone Thugs N Harmony    | 1             | 394.000       | [ 48 ]        |
| 23 agosto    | No Way Out                                | Puff Daddy & the Family | 4             | 228.000       | [ 49 ]        |
| 30 agosto    | No Way Out                                | Puff Daddy & the Family | 4             | 186.000       | [ 50 ] [ 51 ] |
| 6 settembre  | The Dance                                 | Fleetwood Mac           | 1             | 199.000       | [ 52 ]        |
| 13 settembre | No Way Out                                | Puff Daddy & the Family | 4             | 153.000       | [ 53 ] [ 54 ] |
| 20 settembre | Ghetto D                                  | Master P                | 1             | 260.000       | [ 55 ]        |
| 27 settembre | You Light Up My Life: Inspirational Songs | LeAnn Rimes             | 3             | 186.000       | [ 56 ]        |
| 4 ottobre    | Butterfly                                 | Mariah Carey            | 1             | 235.000       | [ 57 ]        |
| 11 ottobre   | Evolution                                 | Boyz II Men             | 1             | 211.000       | [ 58 ] [ 59 ] |
| 18 ottobre   | You Light Up My Life: Inspirational Songs | LeAnn Rimes             | 3             | 175.000       | [ 60 ]        |
| 25 ottobre   | The Velvet Rope                           | Janet                   | 1             | 202.000       | [ 61 ]        |
| 1º novembre  | You Light Up My Life: Inspirational Songs | LeAnn Rimes             | 3             | 131.000       | [ 62 ]        |
| 8 novembre   | The Firm – The Album                      | The Firm                | 1             | 147.000       | [ 63 ]        |
| 15 novembre  | Harlem World                              | Ma$e                    | 2             | 273.000       | [ 64 ]        |
| 22 novembre  | Harlem World                              | Ma$e                    | 2             | 175.000       | [ 65 ] [ 66 ] |
| 29 novembre  | Higher Ground                             | Barbra Streisand        | 1             | 207.000       | [ 67 ]        |
| 6 dicembre   | ReLoad                                    | Metallica               | 1             | 435.000       | [ 68 ]        |
| 13 dicembre  | Sevens                                    | Garth Brooks            | 5             | 896.932       | [ 69 ]        |
| 20 dicembre  | Sevens                                    | Garth Brooks            | 5             | 609.000       | [ 70 ] [ 71 ] |
| 27 dicembre  | Sevens                                    | Garth Brooks            | 5             | 529.000       | [ 72 ]        |

Note:
1. 1 2  Ha raggiunto il numero uno anche nel 1996
2. ↑  Ha raggiunto il numero uno anche nel 1998